# Giambattista Busi
Giambattista Busi (ur. 21 kwietnia 1968 w Bergamo) – włoski kierowca wyścigowy.

## Kariera
Busi rozpoczął karierę w wyścigach samochodowych w 1988 roku od startów we  Włoskiej Formule 3, gdzie jednak nie zdobywał punktów. Trzy lata później w tej samej serii był już mistrzem. W późniejszych latach pojawiał się także w stawce Grand Prix Monako Formuły 3, Grand Prix Makau, Fuji Cup Formuły 3, Formuły 3000, Japanese Touring Car Championship, Spanish Touring Car Championship oraz talian Super Touring Car Championship.
W Formule 3000 Włoch wystartował w siedmiu wyścigach sezonu 1992 z włoską ekipą Piemme Motors. Żadnego z wyścigów nie zdołał jednak ukończyć.